# سانت أنتيمو
سانت أنتيمو، (بالإنجليزية: Sant'Antimo)‏، هي (بلدية) في مدينة نابولي، في كامبريا الإيطالية، وتقع على بعد حوالي 13 كم شمال نابولي.